# Setrak Sarkissian
Setrak Sarkissian (del árabe: ستراك سركسيان) 
(1937, Burj Hammoud, Líbano – 21 de febrero de 2017, Beirut, Líbano). Fue un músico y percusionista Libanés quien se destacó en la ejecución del Derbake (Tablah). Considerado como uno de los precursores que popularizó este instrumento junto con los percusionistas Mahmoud Hamoudah, Egipto y Mhammad El Beryewe, Líbano, quienes lograron destacar con un nuevo estilo y técnicas el derbake en la música tradicional árabe de mediados del siglo XX. Trabajó de manera ininterrumpida hasta su muerte con los más afamados cantantes, Fairuz, Farid Al Atrash, Sabah Fighali, Mohammad Abdel Wahab, Samira Tawfiq entre muchos más. Además fue uno de los pioneros en trabajar y grabar material musical exclusivo para las reconocidas bailarinas de danza del vientre, (en árabe: Raqs Sharqi): Nadia Gamal, Tahiya Carioca, Samia Gamal, Fifi Abdou, Nagwa Fouad y Souher Zaki.

## Biografía
Setrak Sarkissian, nació en el año 1937 en la localidad de Burj Hammoud, Líbano. De ascendencia Armenia a corta edad comenzó a demostrar sus dotes con la música incentivado por su hermano mayor quien ya tocaba el Derbake en fiestas familiares. Aun bajo la oposición de su familia, quien rechazaba que su carrera fuera la artística, al punto de romperles sus instrumentos para desalentarlo, Setrak, de manera autodidacta comenzó a perfeccionar su técnica y a  cursar en el conservatorio de música para adquirir sus conocimientos teóricos. En un corto periodo, Setrak se destacó por sobre los alumnos y su habilidad fue reconocida de inmediato para dar paso a su carrera profesional.

### Vida profesional
Sus primeros trabajos los realizó junto al cantante Egipcio, Karem Mahmoud. En 1958 inicia su carrera profesional acompañando en la percusión a la bailarina Nadia Gamal presentándose en el hotel Libanés Le Commodore hasta el año 1962, en donde comienza a trabajar junto con la cantante Samira Tawfiq y el percusionista Mhammed El Beryewe, con los que estaría ligado laboralmente durante toda su carrera artística. Esta última agrupación entre Tawfiq, Setrak y El Beryewe, es recordada por considerarse la pionera en destacar musicalmente el ritmo árabe ejecutado con el Derbake por sobre la melodía. Luego en Egipto esto sucedería con Mohammad Abdel Wahab en su composición Fakarouni para la cantante Umm Kalzum en 1966, al destacar el Derbake en uno de sus pasajes musicales. Esto marcaría uno de los cambios importantes en la música tradicional árabe, la que hasta ese momento en sus agrupaciones musicales el único instrumento de percusión era el Riq.
En la década de 1970, Setrak también integra durante 10 años, junto al percusionista de Riq Michel Baklouk Merhej, la orquesta de los hermanos Rahbani, Assi Rahbani y Mansour Rahbani acompañando a la diva Fairuz. Además, acompaña al cantante Farid Al Atrash en su gira por el Líbano, quien luego lo llevaría a sus conciertos de Egipto dejando su huella distintiva en las últimas grabaciones de Farid Al Atrash.
En 1973, gana el primer premio del sindicato de músicos de Egipto como el mejor percusionista, dicho premio fue supervisado por Mohammad Abdel Wahab y Farid Al Atrash. A partir de allí la prensa de la mano de periodista Said Fariha comienza a llamarlo: "El Rey del Tablah" (Malik Al Tablah) en idioma árabe. 
Su trayectoria y su toque distintivo lo llevó a ser apreciado por la grandes bailarinas del momento, por ello comienza a realizar presentaciones especiales junto a ellas, además de grabar material musical exclusivo para la danza, en donde se destacan sus solos de percusión, llamados "Solos de Derbake" o "Tablah Solo". En total se calculan 42 discos de música instrumental, los que hoy en día siguen en vigencia. Uno de sus discos fue lanzado y editado desde París, Francia para todo el mundo árabe.
Durante la década de 1980 y 1990, mientras continuaba su trabajo estable con la cantante Samira Tawfiq, también realizaba presentaciones con todos los cantantes de esa época, entre ellos Ragheb Alama, Majida El Roumi, y las bailarinas Amani, Samara, Dani Boutrous. Durante este periodo es recordado por sus participaciones en la orquesta estable de la televisión Libanésa (LBC) en muchos de sus programas.

### Final de carrera y muerte
Su trabajo y las presentaciones en programas de televisión se mantuvieron de forma ininterrumpida hasta el año 2016, en donde dio su último concierto junto a Samira Tawfiq en Doha, Catar. A partir allí, debido a una enfermedad su salud comenzó a deteriorarse, falleciendo a la edad de 80 años el 21 de febrero de 2017. A su funeral asistieron todos los percusionistas del Líbano para rendir sus honores acompañados del Derbake durante su procesión en la Iglesia del Patriarcado Ortodoxo Armenio en Antelias. Su legado de innumerables piezas rítmicas hasta hoy son material de estudio para todos los percusionistas de mundo que se inician en la música árabe contemporánea.

## Distinciones y premios
- 1973 Primer premio del sindicato de músicos de Egipto.
- 1980 Primer premio "Tele Europe", Noruega.
- 1992 Premio de la televisión Árabe Estadounidense a su trayectoria.
- 2001 Escudo de reconocimiento del ejercito Libanés.
- 2002 Escudo honorifico de la ciudad de Boston.
- 2002 Orden Nacional del Mérito del Presidente de la República del Líbano, Emile Lahoud,
- 2002 Escudo honorario de la Asociación Cultural Armenia, Hamaskayin,
- 2002 Medalla de oro"Masrobot Masrobot", del Patriarcado Ortodoxo Armenio de Cilicia y Oriente.
- 2013 El Presidente de la República Armenia le otorgó la nacionalidad armenia en reconocimiento de su trayectoria.[1]